# Retrat d'un home (Mantegna)
Retrat d'un home (en italià: Ritratto viril) és una pintura al tremp l'original en tela, que es va traspassar posteriorment sobre una taula de 24 × 19 cm. Va ser realitzada al voltant de 1460 - 1470 i s'atribueix al pintor italià Andrea Mantegna. Es troba en la National Gallery of Art a Washington D.C.

## Història
La pintura està només documentada a començaments del segle XX i es manté fins a 1906 en una col·lecció privada de Gaál a Hongria. Va ser comprada per Lajos Kelemen de Budapest, on va romandre fins a 1929, quan va ser adquirida a París, pel marxant d'art Jacques Seligmann dels Estats Units. L'any 1950, es va mantenir en la col·lecció de Samuel Henry Kress i dos anys més tard es va incorporar per donació a la National Gallery of Art.
La seva ubicació en una Europa descentralitzada, va amagar la pintura per als erudits fins als anys trenta del segle xx, quan l'obra va començar a circular en una sèrie d'exposicions als Estats Units. La primera atribució a Mantegna va ser realitzada per Wilhelm Suidas, després acceptada per altres estudiosos, -Bernard Berenson, Lionello Venturi, per Fredericksen Burton i Federico Zeri–. Encara que també han estat donats per Giles Robertson, y Alessandro Conti com a possibles autors els noms de Giovanni Bellini o un alumne anònim de Mantegna, a causa de les condicions de conservació que impedeixen una avaluació precisa de la seva qualitat pictòrica.

## Descripció general
Sobre un fons de color blau clar està el retrat, de perfil, d'un home de mitjana edat, vestit amb una jaqueta vermella amb vora de pell, que sobresurt del coll d'una camisa blanca i un casquet negre. La posició de perfil és la que dominava fins al voltant de 1475 en la cort italiana, relacionada per la seva ascendència d'humanitats amb la imitació de les efígies d'emperadors romans a les monedes imperials.